# Lijst van heren van Chimay
Dit is de lijst van heren, later graven en vorsten van Chimay in Henegouwen.
Het kasteel van Chimay is de hoofdzetel van de familie van de prinsen van Chimay, sinds 1804 leden van de familie De Riquet de Caraman, van wie ook de Comtesse Greffulhe deel uitmaakt.

## Graven van Chimay
1. Jan II van Croÿ (1395–1473), graaf slechts vanaf 1473
2. Filips van Croÿ (1437–1482), graaf van 1473 tot 1482
3. Karel I van Croÿ (1455–1527), graaf vanaf 1482 (zie hieronder)

## Prinsen van Chimay
(van 1486 tot 1735 rijksvorsten van het Heilig Roomse Rijk)
1. Karel I van Croÿ (1455–1527)
2. Anna van Croÿ (1501–1539) ∞ Filips II van Croÿ (1496–1549)
3. Karel II van Croÿ (1522–1551)
4. Filips III van Croÿ (1526–1595)
5. Karel III van Croÿ (1560–1612)
6. Anna van Croÿ-Chimay (1564–1635) ∞ Karel van Arenberg
7. Alexander van Arenberg (1590–1629)
8. Albert van Arenberg (1618–1648)
9. Filips van Arenberg (1619–1675)
10. Ernest Dominique van Arenberg (1643–1686)
11. Anna van Chimay (1616–1658) ∞ Eugene van Henin, graaf van Bossu
12. Alexandre Gabriel Joseph de Hénin-Liétard (1681–1745)
13. Thomas Alexandre Marc Henri de Hénin-Liétard (1732–1759)
14. Thomas Alexandre Marc Maurice de Hénin-Liétard (1759–1761)
15. Philippe Gabriel Maurice Joseph de Hénin-Liétard (1736–1804)
16. François-Joseph de Riquet de Caraman Chimay (1804–1843)
17. Joseph I Philippe François de Riquet de Caraman Chimay (1808–1886)
18. Joseph II Marie Guy Henri Philippe de Riquet de Caraman Chimay (1836–1892)
19. Joseph III Marie Anatole Elie de Riquet de Caraman Chimay (1858–1937)
20. Joseph IV Marie Alexandre Pierre Ghislain de Riquet de Caraman Chimay (1921–1990) (gaf de titel op bij naturalisatie tot Amerikaans burger)
21. Élie Marie Charles Pierre Paul de Riquet de Caraman Chimay (1924–1980)
22. Philippe Joseph Marie Jean de Riquet de Caraman Chimay (1948- )